# Brain Powerd
Brain Powerd (jap. ブレンパワード) ist eine Anime-Fernsehserie des Regisseurs Yoshiyuki Tomino und des Studios Sunrise aus dem Jahr 1998. Die Serie wurde von der japanischen Zeichnerin Yukiru Sugisaki als Manga umgesetzt.
Das Werk handelt in einer post-apokalyptischen Welt vom Konflikt zwischen Gier und Verantwortungsbewusstsein. Die Serie lässt sich in die Genre Mecha, Science-Fiction und Drama einordnen.

## Inhalt
In ferner Zukunft sind große Teile der Erde durch Erdbeben und Flutwellen zerstört und immer noch toben Naturkatastrophen. Durch die Erdbeben kam ein Gebilde an die Oberfläche, das Orphan (オルファン) genannt wird. Dieses ist ein außerirdisches Raumschiff, welches die Erde mit all ihrer organischen Energie verlassen will. Dies würde das Ende für das Leben auf der Erde bedeuten. Dennoch leben in der Nähe des Orphans Menschen, sogenannte Reclaimer, die von dem Schiff profitieren wollen. Dafür sammeln sie Platten von dessen Oberfläche und bauen daraus Mechas, die Brain Powerds genannt werden. Es gibt aber auch Menschen, die sich gegen den Gebrauch von Teilen der außerirdischen Maschine einsetzen, da sie die Gefahren fürchten. Eine dieser Gruppen ist Novice Noah. Auch diese steuern Mechas, die Antibody genannt werden.
Yū Isami (伊佐未 勇) ist bei den Reclaimern aufgewachsen und ist Teil von ihnen. Als er eines Tages dem Mädchen Hime Utsumiya (宇都宮 比瑪) trifft, das der Novice Noah angehört, kommt es zum Kampf. Von diesem wird Yū so beeinflusst, dass er darüber nachdenkt, ob das Tun der Reclaimer richtig ist. Jahre später, als er erneut auf Hime trifft, wendet er sich dann von den Reclaimern ab und schließt sich Novice Noah an. Von da an kämpfen beide gemeinsam um das Schicksal der Menschheit.

## Anime
Im Jahr 1998 produzierte das Studio Sunrise unter der Regie von Yoshiyuki Tomino die Anime-Fernsehserie mit 26 Folgen. Die Idee dazu stammt von Yoshiyuki Tomino und Hajime Yatate. Das Charakterdesign wurde von Mutsumi Inomata entworfen und die künstlerische Leitung übernahm Masaru Sato. Die Serie wurde vom 8. April 1998 bis zum 11. November 1998 auf den japanischen Sendern Bandai Channel und WOWOW ausgestrahlt. Später folgte eine Ausstrahlung auf Animax.
Der Sender Animax strahlte die Serie auch in Süd- und Südostasien auf Englisch aus. Der Anime wurde auch in den USA veröffentlicht. Außerdem wurde die Serie ins Französische, Spanische und Italienische übersetzt.

### Synchronsprecher
| Rolle         | japanischer Sprecher (Seiyū) |
| ------------- | ---------------------------- |
| Yū Isami      | Tetsu Shiratori              |
| Hime Utsumiya | Akino Murata                 |

### Musik
Die Musik der Serie wurde von Yoko Kanno produziert. Als Vorspanntitel der verwendete man In my Dream von Eri Shingyoji, als Abspann Ai no Field (愛の輪郭, Ai no Fīrudo) von Kokia.

## Manga
1998 wurde ein von Yukiru Sugisaki gezeichneter Manga im Magazin Shōnen Ace des Verlags Kadokawa Shoten veröffentlicht. Die Reihe wurde später in vier Sammelbände (Tankōbon) zusammengefasst.
Der Manga wurde auf Englisch von Tokyopop, auf Französisch und Italienisch von Panini Comics veröffentlicht. Auf Deutsch erschien der Manga bei Carlsen Manga. Die Übersetzung stammt von Ann Kimminich.